# Lucio Schiavi

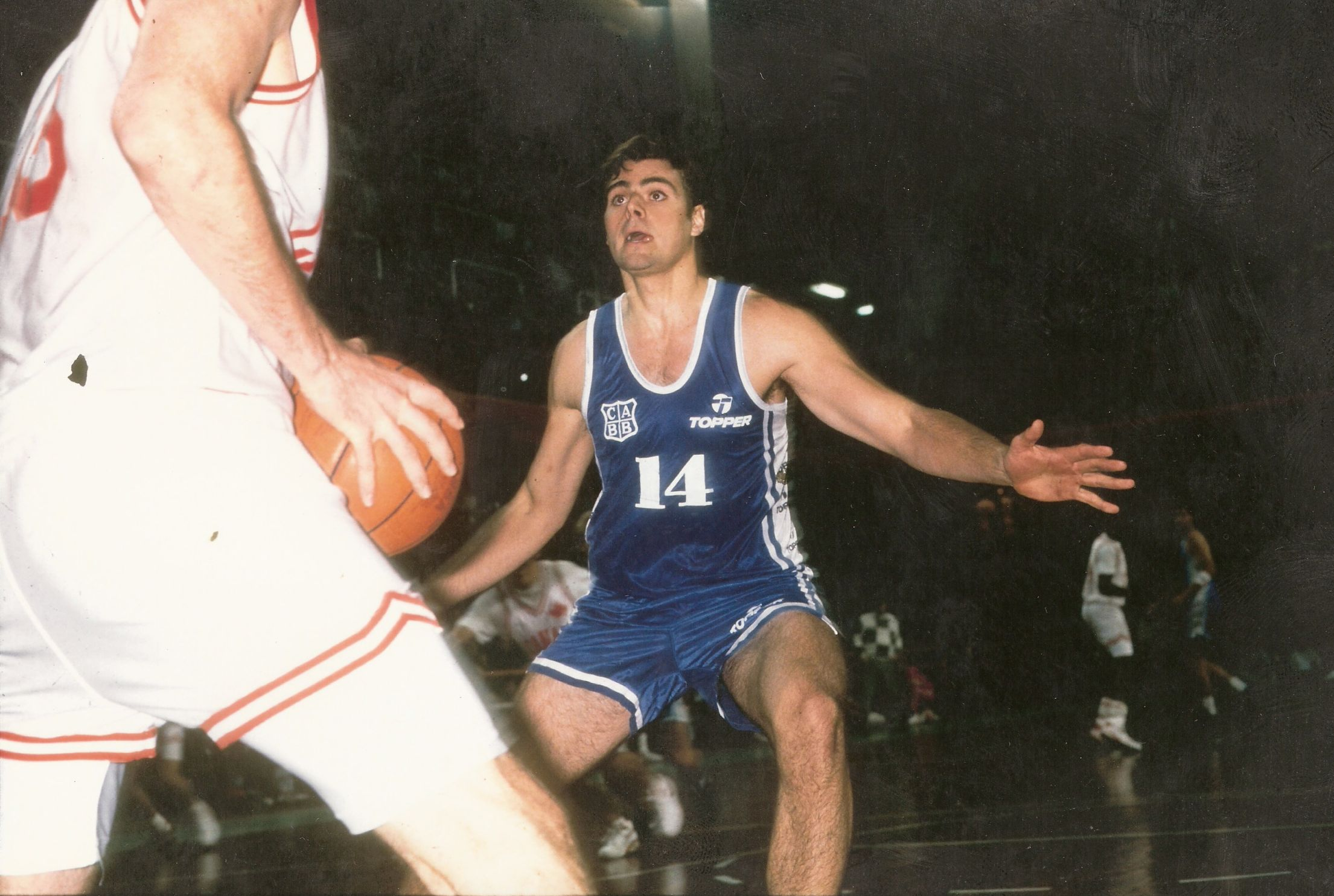
Lucio Schiavi con la camiseta N°14 jugando para la Selección Nacional Sub. 22.

Lucio Adrián Schiavi (San Juan, 9 de julio de 1971) es un contador público y exjugador de básquetbol argentino. Fue miembro de la Selección de básquetbol de Argentina. Es conocido también por haber jugado en la Liga Nacional de Básquet para el Club Ferro Carril Oeste y el Club Atlético Obras Sanitarias de la Nación.

## Biografía

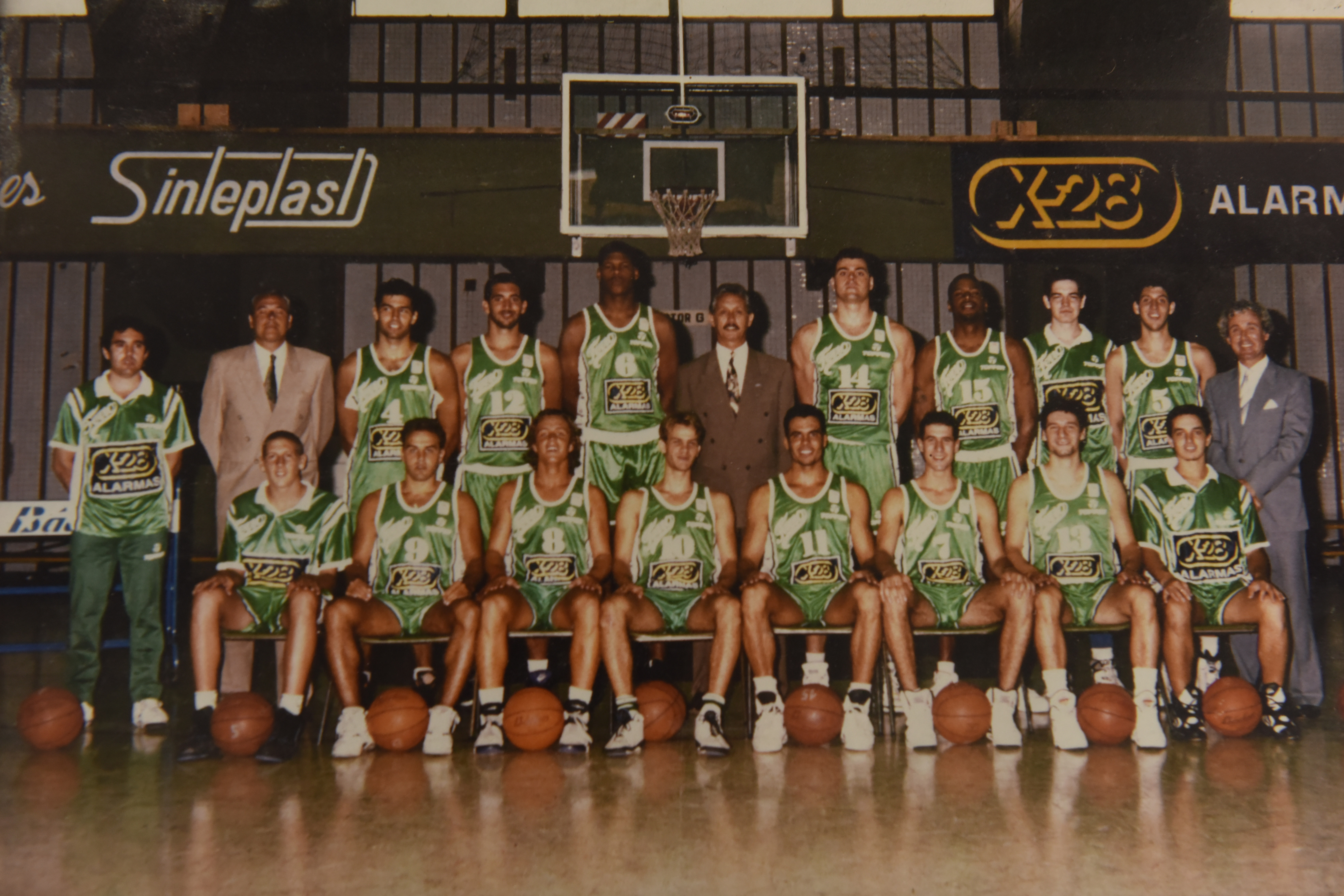
Equipo de básquet Club Ferro Carril Oeste años 1993/1994. Lucio Schiavi con la camiseta N°14.

A la edad de 18 años decidió probar suerte en  Club Ferro Carril Oeste, uno de los clubes más tradicionales en el básquetbol argentino, y fue seleccionado, empezando a jugar profesionalmente a fines de ese año.
En el año 1993 fue elegido para participar en la Selección Sub-22 argentina. En el año 1995 integró la Selección de básquetbol de Argentina de mayores. Sus características como jugador fueron una gran potencia, movilidad y técnica refinada para una persona de estatura imponente.

## Vida privada
Está casado, tiene 3 hijos. Está dedicado a su profesión de Contador público. Vive en la ciudad de General Villegas, provincia de Buenos Aires.

## Premios y reconocimientos
- 1993, Campeón Panamericano, Selección Nacional Sub-22, Rosario, Argentina.
- 1993, Sexto puesto Campeonato Mundial de Baloncesto Selección Nacional Sub-22 Masculino, Valladolid, España.
- 1995, Subcampeón Sudamericano Selección Nacional Mayor, Montevideo, Uruguay.